# Championnat de France Pro A de tennis de table 2020-2021
Navigation
Pro A 2019-2020 Pro A 2021-2022
Le Championnat de France Pro A de tennis de table 2020-2021 est la 18e édition du Championnat de France Pro A de tennis de table, plus haut niveau des championnats de France de tennis de table par équipes. Il oppose les 10 meilleures équipes de France dans le championnat masculin et les douze meilleures équipes féminines.

## Organisation 2020-2021
- En Pro A messieurs, il n'y a plus qu'une seule descente en PRO B. Le dernier de la poule est relégué à l'issue de la saison.

Les rencontres se déroulent au meilleur des 5 parties (3 - 0; 3 - 1; 3 - 2). Ainsi le match nul n'est plus possible. Il s'agit de la formule ligue des champions.
- La Pro A Dames change de format, la saison régulière se dispute dans une poule unique. En fin de saison se déroule les play offs pour le titre de championnes de France et pour la relégation.

Les équipes classées aux deux premières places seront rejointes par les deux formations sorties victorieuses d'un barrage
entre les équipes classées de la 3e à la 6e place pour disputer le titre de Championnes de France.

## PRO A Messieurs

### Equipes
| \| Les Loups d'Angers Istres TT GV Hennebont Morez Haut-Jura AS Pontoise-Cergy TT Caen TTC SS La Romagne Rouen SPO PPC Villeneuve St-Denis \| Localisation des clubs engagés dans le championnat. |
| Les Loups d'Angers Istres TT GV Hennebont Morez Haut-Jura AS Pontoise-Cergy TT Caen TTC SS La Romagne Rouen SPO PPC Villeneuve St-Denis                                                           |

### Classement Général
Classements par équipe du championnat de France de PRO A messieurs 2020 - 2021.
Général
| Rang | Équipe                         | Pts | J  | V  | N | D  | F | Pp | Pc | Diff |
| ---- | ------------------------------ | --- | -- | -- | - | -- | - | -- | -- | ---- |
| 1    | Les Loups d'Angers             | 46  | 18 | 13 | 0 | 5  | 0 | 46 | 24 | +22  |
| 2    | Morez Haut-Jura                | 43  | 18 | 11 | 0 | 7  | 0 | 43 | 28 | +15  |
| 3    | SPO Rouen                      | 40  | 18 | 11 | 0 | 7  | 0 | 40 | 35 | +5   |
| 4    | GV Hennebont                   | 38  | 18 | 11 | 0 | 7  | 0 | 38 | 31 | +7   |
| 5    | Caen TTC                       | 37  | 18 | 9  | 0 | 9  | 0 | 37 | 32 | +5   |
| 6    | SS La Romagne                  | 36  | 18 | 10 | 0 | 8  | 0 | 36 | 36 | 0    |
| 7    | Saint-Denis Tennis de table 93 | 36  | 18 | 8  | 0 | 10 | 0 | 36 | 41 | -5   |
| 8    | AS Pontoise-Cergy TT           | 34  | 18 | 9  | 0 | 9  | 0 | 34 | 36 | -2   |
| 9    | PPC Villeneuve                 | 24  | 18 | 4  | 0 | 14 | 0 | 24 | 46 | -22  |
| 10   | Istres TT                      | 23  | 18 | 4  | 0 | 14 | 0 | 23 | 48 | -25  |

Les Loups d'Angers sont champions de France pour la première fois de leur histoire,.
L'équipe victorieuse est composée des Suédois Hampus Nordberg et Jon Persson, du Portugais João Geraldo et du Français Bastien Rembert. Ils sont coachés par David Pilard.
João Geraldo termine meilleur scoreur de la saison avec 21 victoires pour 4 défaites (ratio de 84%).

## PRO A Dames

### Classement Général
Classements par équipe du championnat de France de PRO A dames saison régulière 2020 - 2021
| Rang | Équipe                     | Pts | J  | V | N | D | F | Pp | Pc | Diff |
| ---- | -------------------------- | --- | -- | - | - | - | - | -- | -- | ---- |
| 1    | Saint-Denis US 93 TT       | 30  | 11 | 0 | 0 | 0 | 0 | 0  | 0  | 0    |
| 2    | Metz TT                    | 27  | 11 | 0 | 0 | 0 | 0 | 0  | 0  | 0    |
| 3    | TT Saint-Quentin           | 26  | 11 | 0 | 0 | 0 | 0 | 0  | 0  | 0    |
| 4    | Saint Pierraise ENT        | 25  | 11 | 0 | 0 | 0 | 0 | 0  | 0  | 0    |
| 5    | Poitiers TTACC             | 25  | 11 | 0 | 0 | 0 | 0 | 0  | 0  | 0    |
| 6    | Lys Lille Metropole EP     | 22  | 11 | 0 | 0 | 0 | 0 | 0  | 0  | 0    |
| 7    | Issenne EP                 | 22  | 11 | 0 | 0 | 0 | 0 | 0  | 0  | 0    |
| 8    | ASRTT Étival-Raon          | 22  | 11 | 0 | 0 | 0 | 0 | 0  | 0  | 0    |
| 9    | Alliance Nîmes-Montpellier | 22  | 11 | 0 | 0 | 0 | 0 | 0  | 0  | 0    |
| 10   | ALCL Grand-Quevilly        | 21  | 11 | 0 | 0 | 0 | 0 | 0  | 0  | 0    |
| 11   | Quimper Cornouaille TT     | 16  | 11 | 0 | 0 | 0 | 0 | 0  | 0  | 0    |
| 12   | TT Joué-lès-Tours          | 11  | 11 | 0 | 0 | 0 | 0 | 0  | 0  | 0    |

Qualifications
- 1er au 4e : qualification  pour la phase finale
- 9e au 12e : qualification  pour les playdown

#### Playdown
Quimper Cornouaille est relégué en pro B à l'issue de sa double confrontation contre l'Alliance MTT/Nîmes.

#### Playoff
|  | Demi-finales         | Demi-finales         |         |       | Finale                                | Finale                                |
|  | Demi-finales         | Demi-finales         |         |       | Finale                                | Finale                                |
|  |                      |                      |         |       |                                       |                                       |
|  | Allers , retours     | Allers , retours     |         |       | Aller 19 mai 2021, Retour 5 juin 2021 | Aller 19 mai 2021, Retour 5 juin 2021 |
|  | Allers , retours     | Allers , retours     |         |       | Aller 19 mai 2021, Retour 5 juin 2021 | Aller 19 mai 2021, Retour 5 juin 2021 |
|  | Metz TT              | 3 ; 3                |         |       | Aller 19 mai 2021, Retour 5 juin 2021 | Aller 19 mai 2021, Retour 5 juin 2021 |
|  | Metz TT              | 3 ; 3                |         |       | Aller 19 mai 2021, Retour 5 juin 2021 | Aller 19 mai 2021, Retour 5 juin 2021 |
|  | TT Saint-Quentin     | 2 ; 2                |         |       | Aller 19 mai 2021, Retour 5 juin 2021 | Aller 19 mai 2021, Retour 5 juin 2021 |
|  | TT Saint-Quentin     | 2 ; 2                | Metz TT | 3 ; 0 |                                       |                                       |
|  |                      |                      | Metz TT | 3 ; 0 |                                       |                                       |
|  |                      | Saint-Denis US 93 TT | 2 ; 3   |       |                                       |                                       |
|  | Saint Pierraise ENT  | Saint-Denis US 93 TT | 2 ; 3   |       |                                       |                                       |
|  |                      |                      |         |       |                                       |                                       |
|  | Saint-Denis US 93 TT |                      |         |       |                                       |                                       |
|  |                      |                      |         |       |                                       |                                       |

#### Finale
| 19 mai 2021 ; 5 juin 2021 | Saint-Denis US 93 TT | 2-3 ; 3-0 | Metz TT |  |  |
|                           |                      |           |         |  |  |

| Metz TT            | 3–2                | Saint-Denis US 93 TT | Metz    |
| ------------------ | ------------------ | -------------------- | ------- |
| Détail des matches | Détail des matches | Détail des matches   | Durée : |
| Daniela Dodean     | 3-2                | Barbora Balazova     |         |
| Adina Diaconu      | 1-3                | Xiaoxin Yang         |         |
| Wu Jiaduo          | 3-2                | Prithika Pavade      |         |
| Daniela Dodean     | 0-3                | Xiaoxin Yang         |         |
| Adina Diaconu      | 3-2                | Barbora Balazova     |         |

| Saint-Denis US 93 TT | 3-0                | Metz TT            | Saint-Denis         |
| -------------------- | ------------------ | ------------------ | ------------------- |
| Détail des matches   | Détail des matches | Détail des matches | Durée :             |
| Xiaoxin Yang         | 3-0                | Adina Diaconu      | 11-4 ; 11-7 ; 11-6  |
| Prithika Pavade      | 3-0                | Daniela Dodean     | 11-8 ; 11-3 ; 12-10 |
| Barbora Balazova     | 3-0                | Wu Jiaduo          | 11-3 ; 11-9 ; 16-14 |

Saint-Denis remporte le championnat de France pour la première fois de son histoire, un mois après avoir remporté sa première Coupe d'Europe.
L'équipe victorieuse est composée de Prithika Pavade, Camille Lutz, Xiaoxin Yang, Barbora Balazova et Leili Mostafavi.